# Випава
Випава (словен. Vipava) — місто на заході Словенії, центр общини Випава. Місто розташоване неподалік від численних джерел р. Випава. Висота 102 метри над рівнем моря.
Деякі вчені простежують назву до кельтських джерел (Vip — «річка»).

## Населення
93 % населення становлять словенці. Близько 77 % людей сповідують католицьку віру, трохи менше 1 % є прихильниками сунітського ісламу, решта — нерелігійні. Парафіяльна церква в місті присвячена святому Стефану.

## Економіка
Віпава є важливим сільськогосподарським центром Західної Словенії. Місто славиться своєю виноробною продукцією. Туризм також має важливе значення.

## Галерея

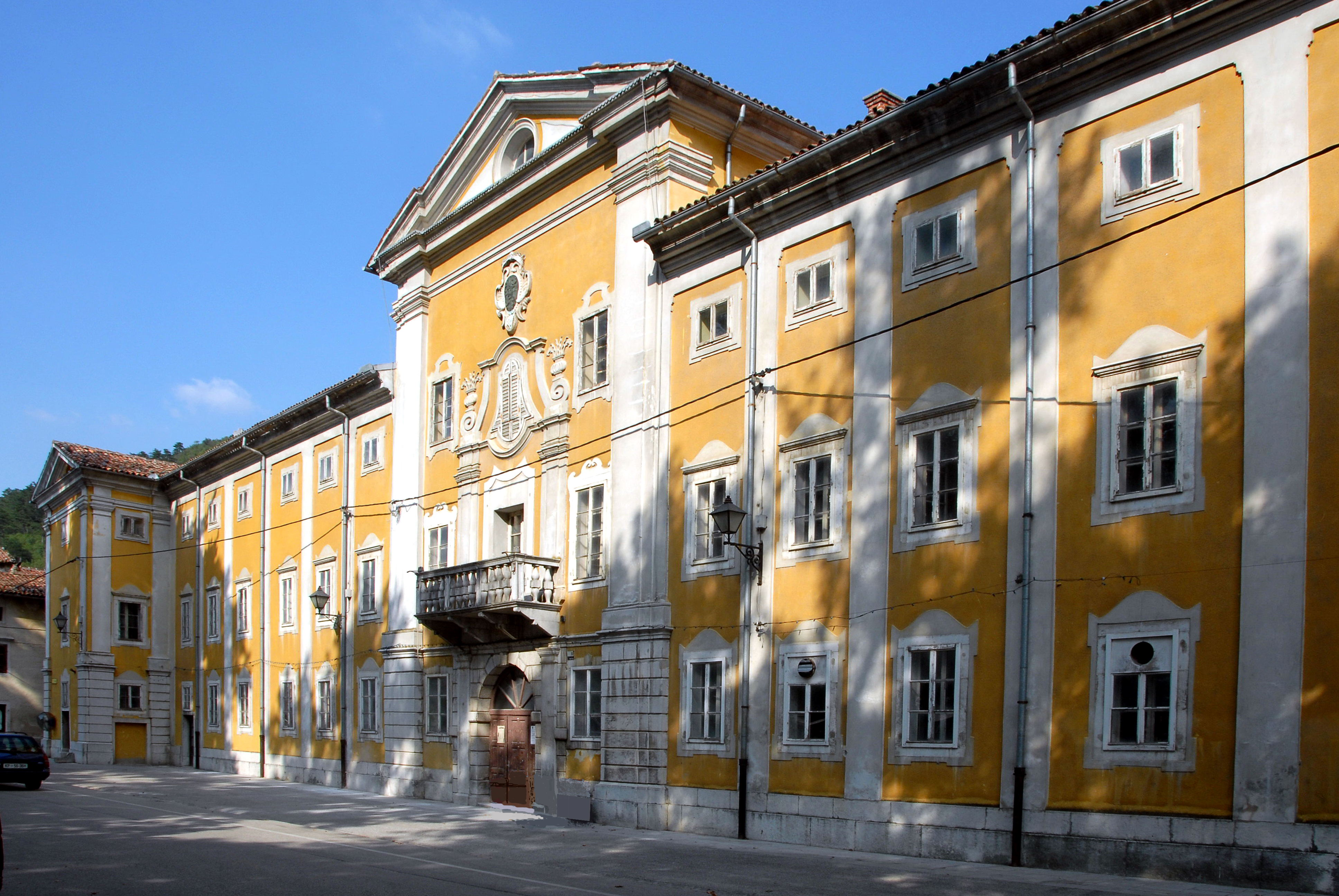
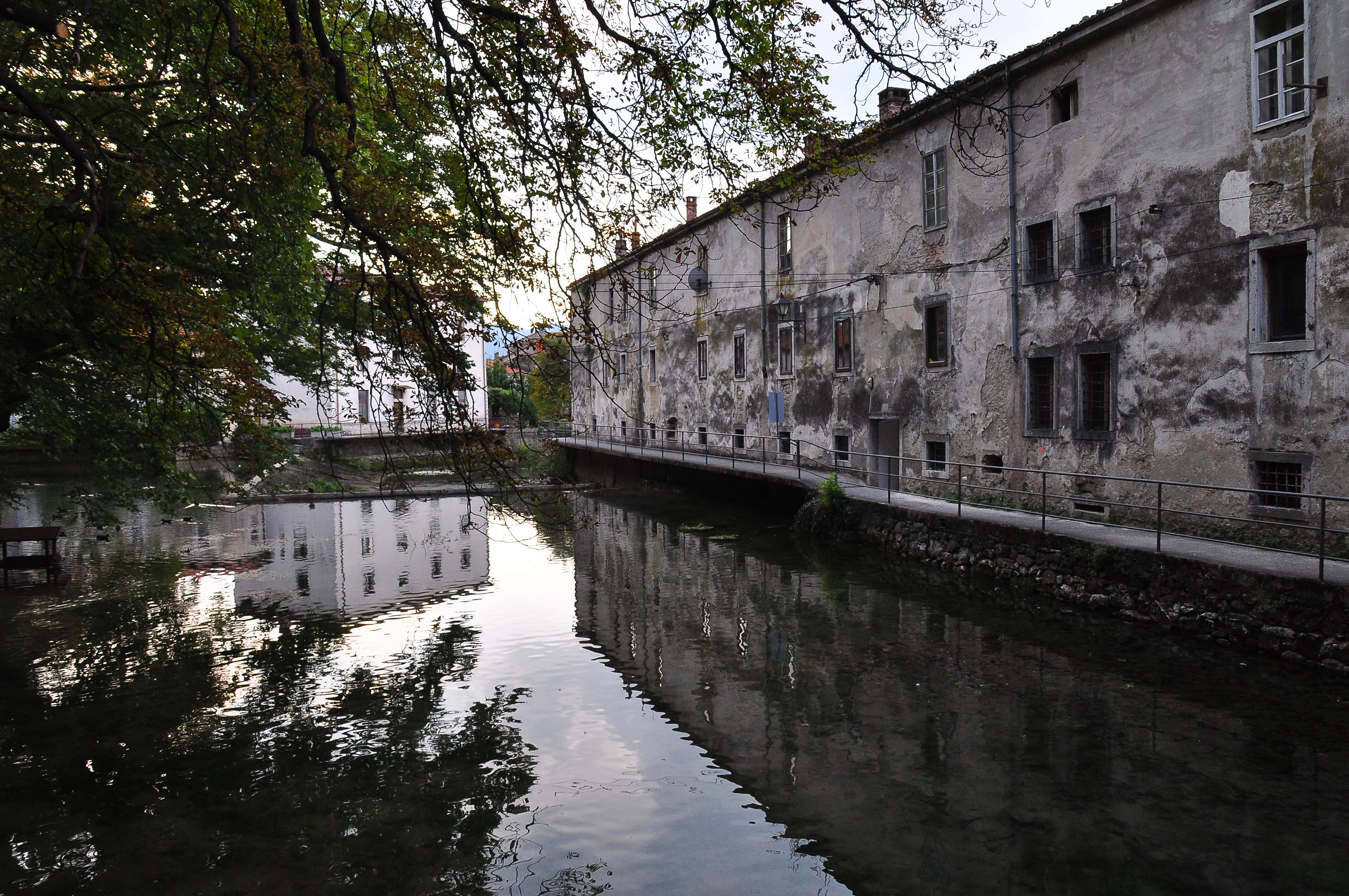
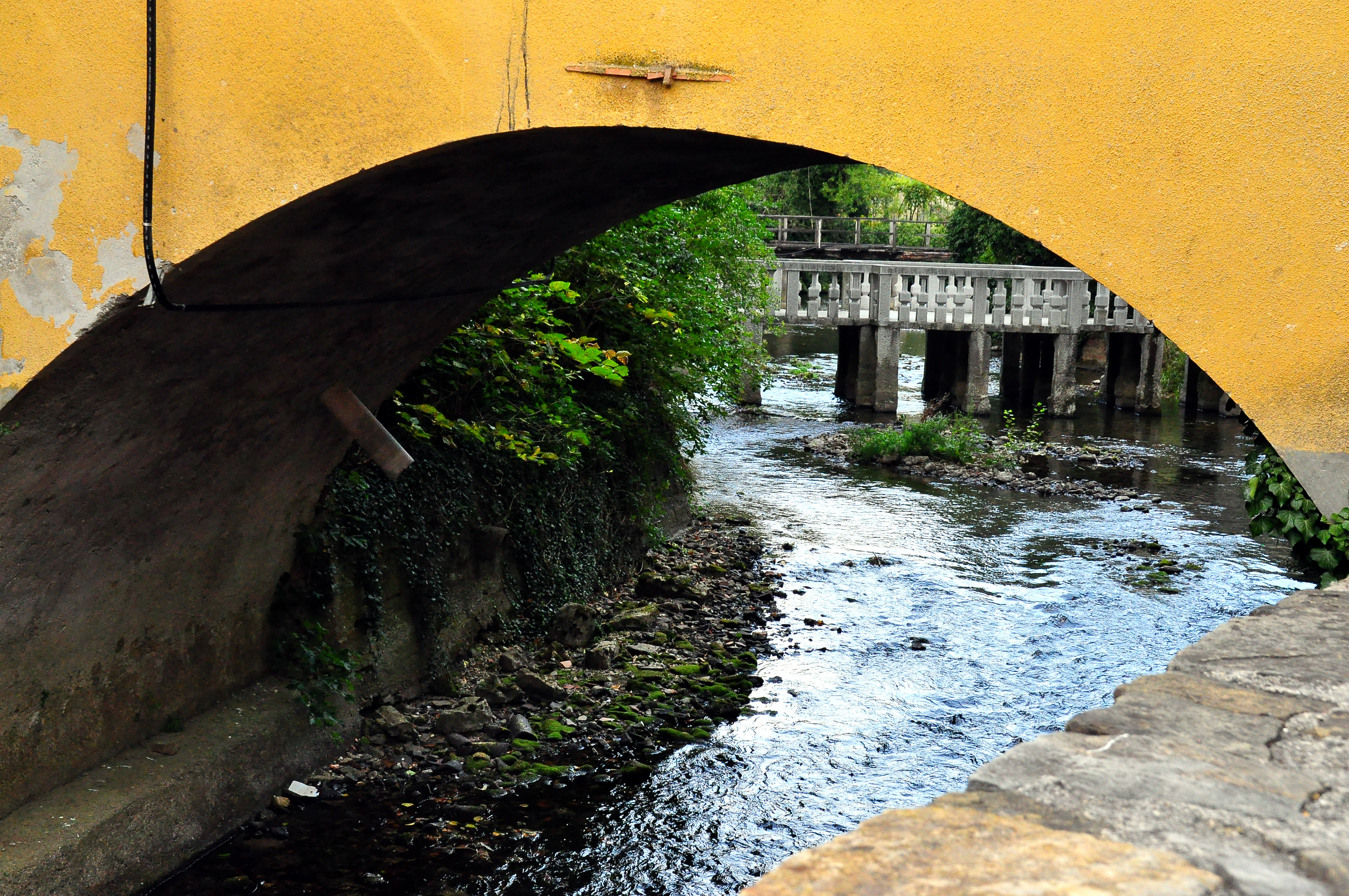
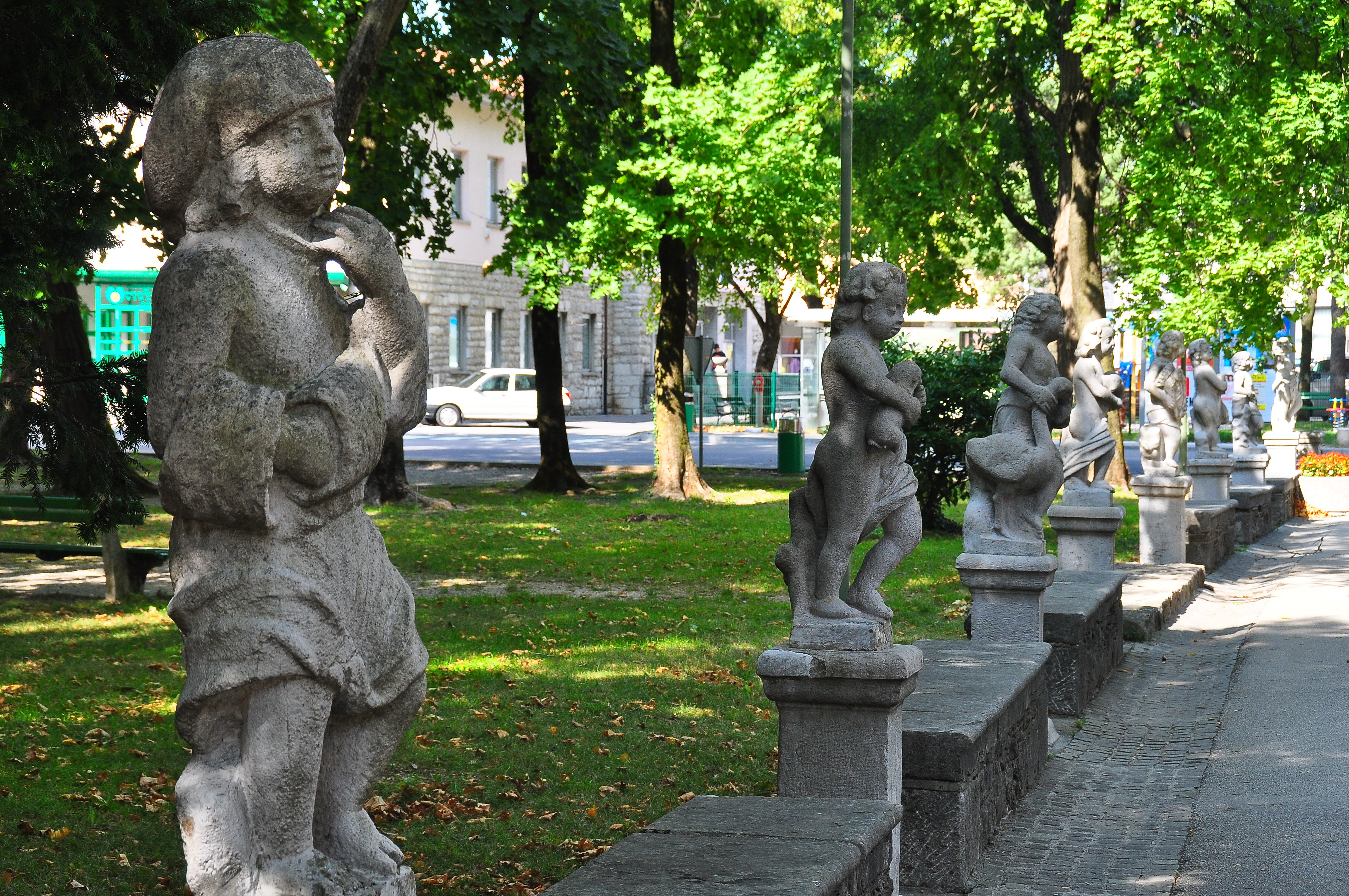
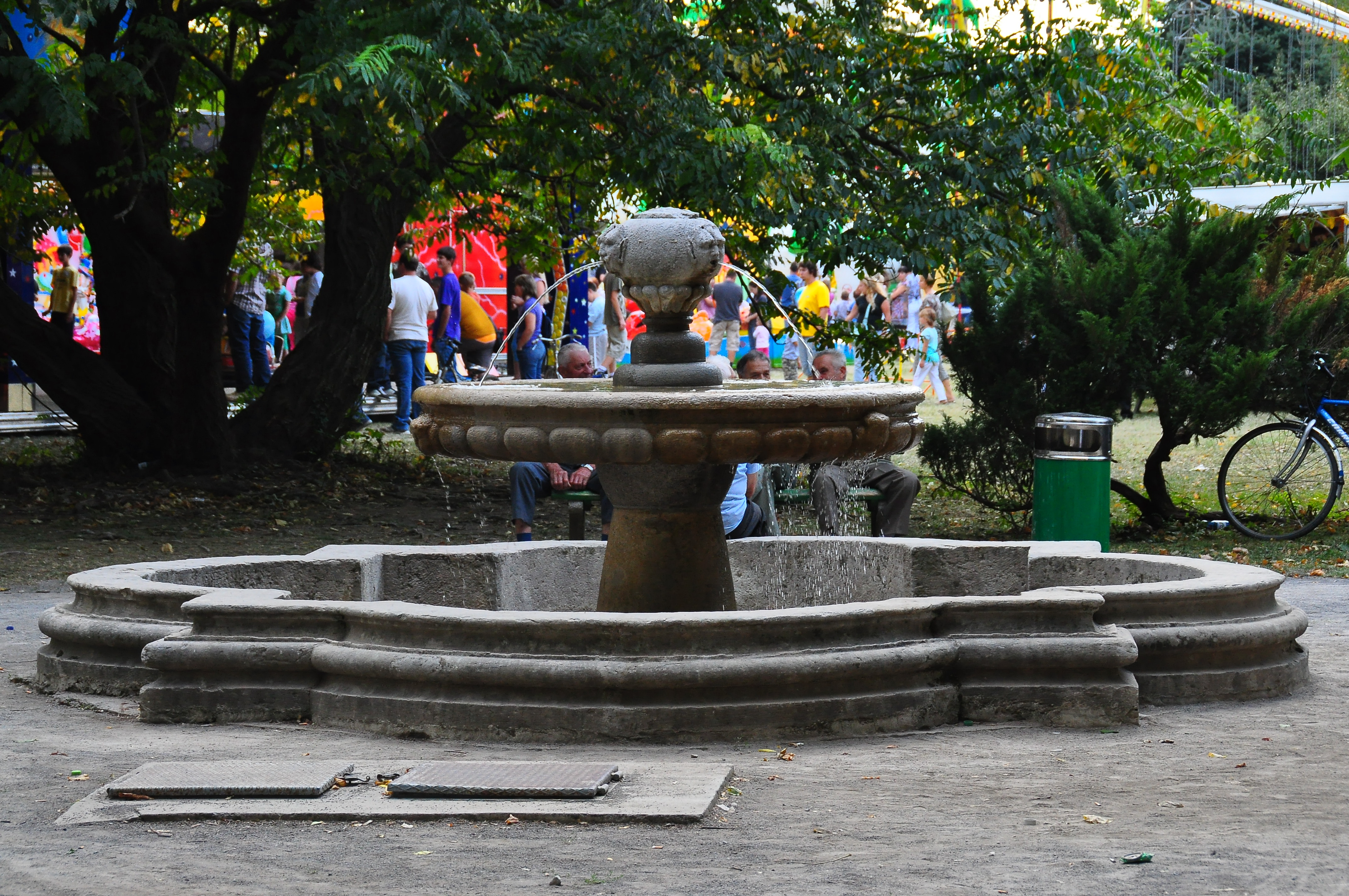
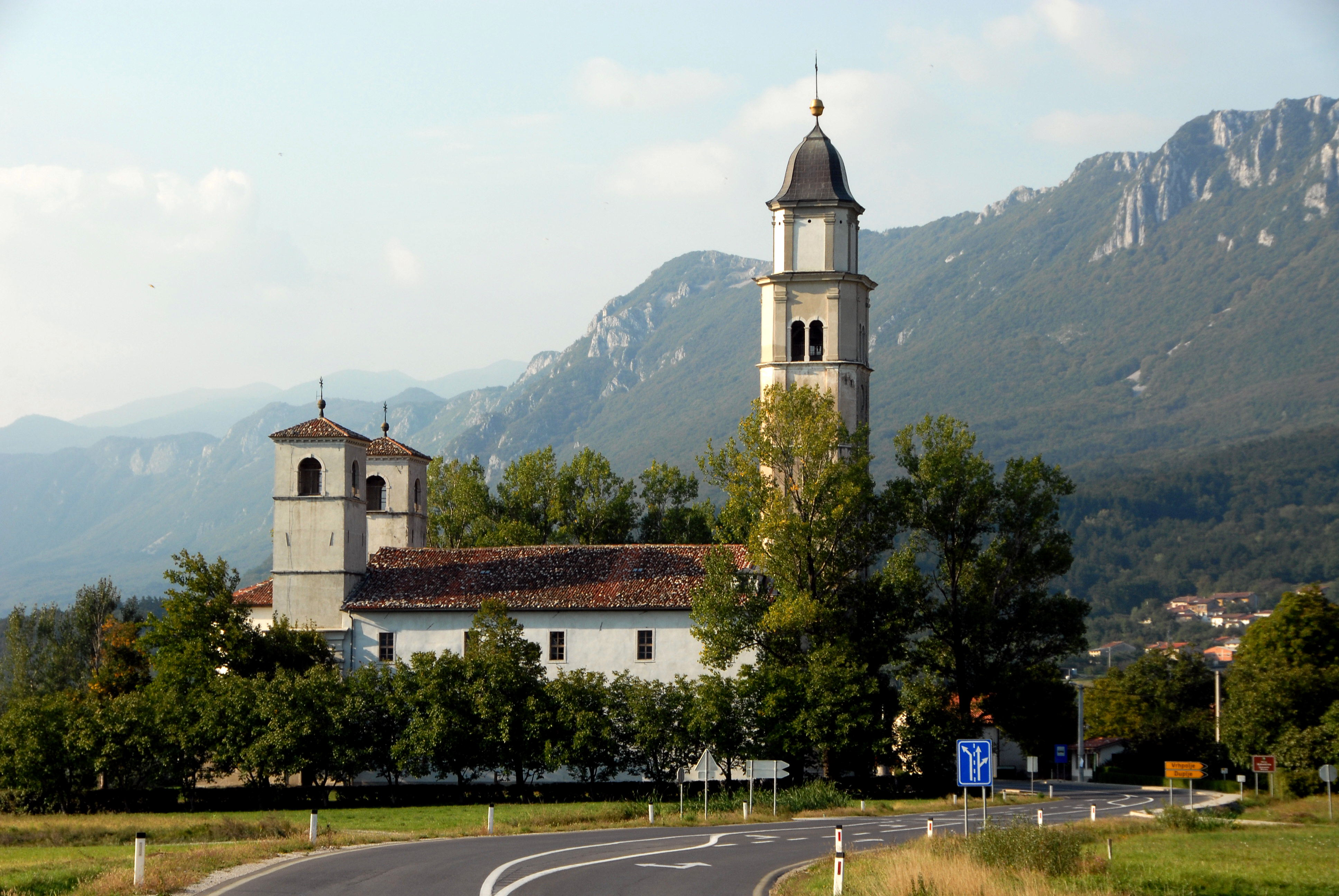
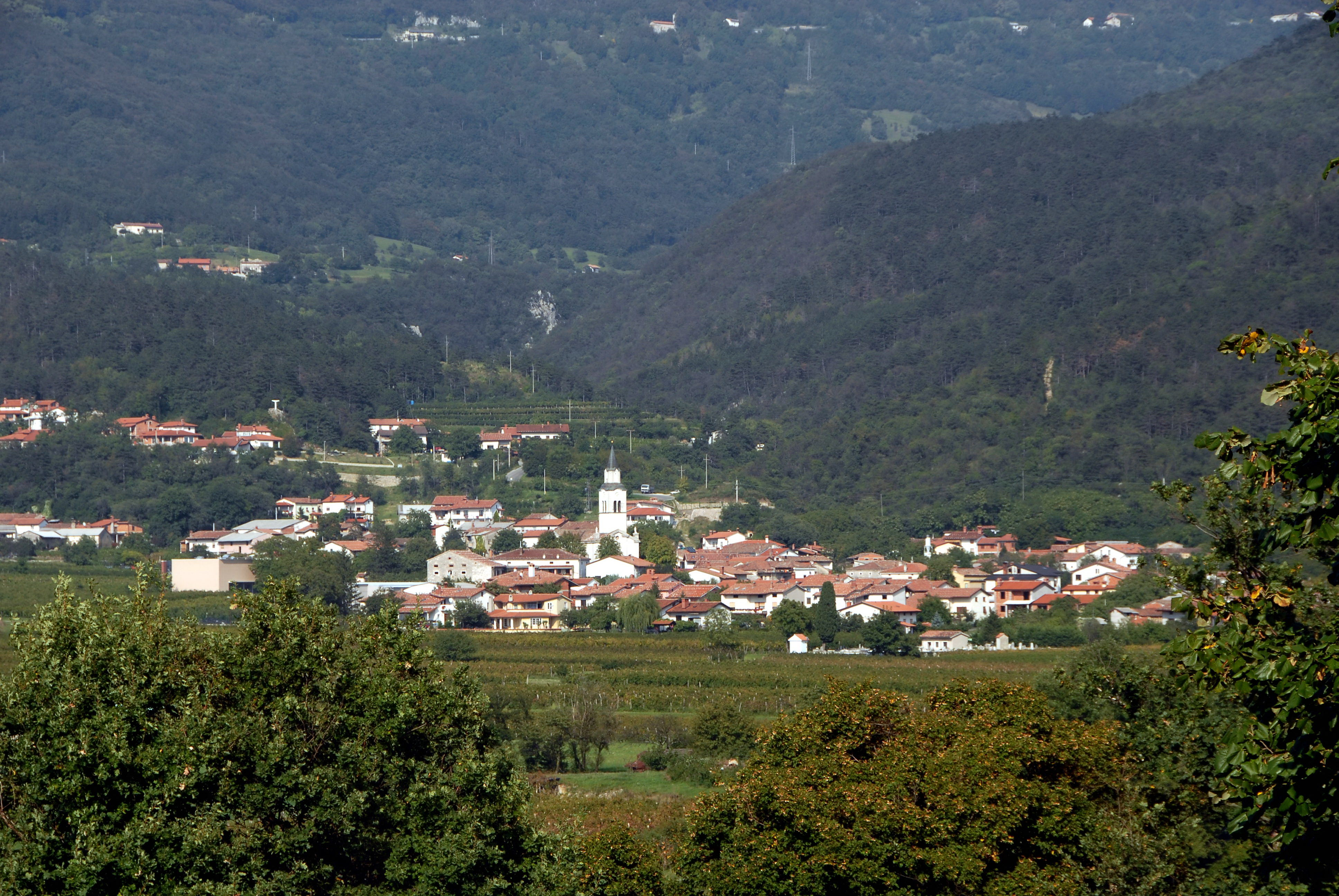
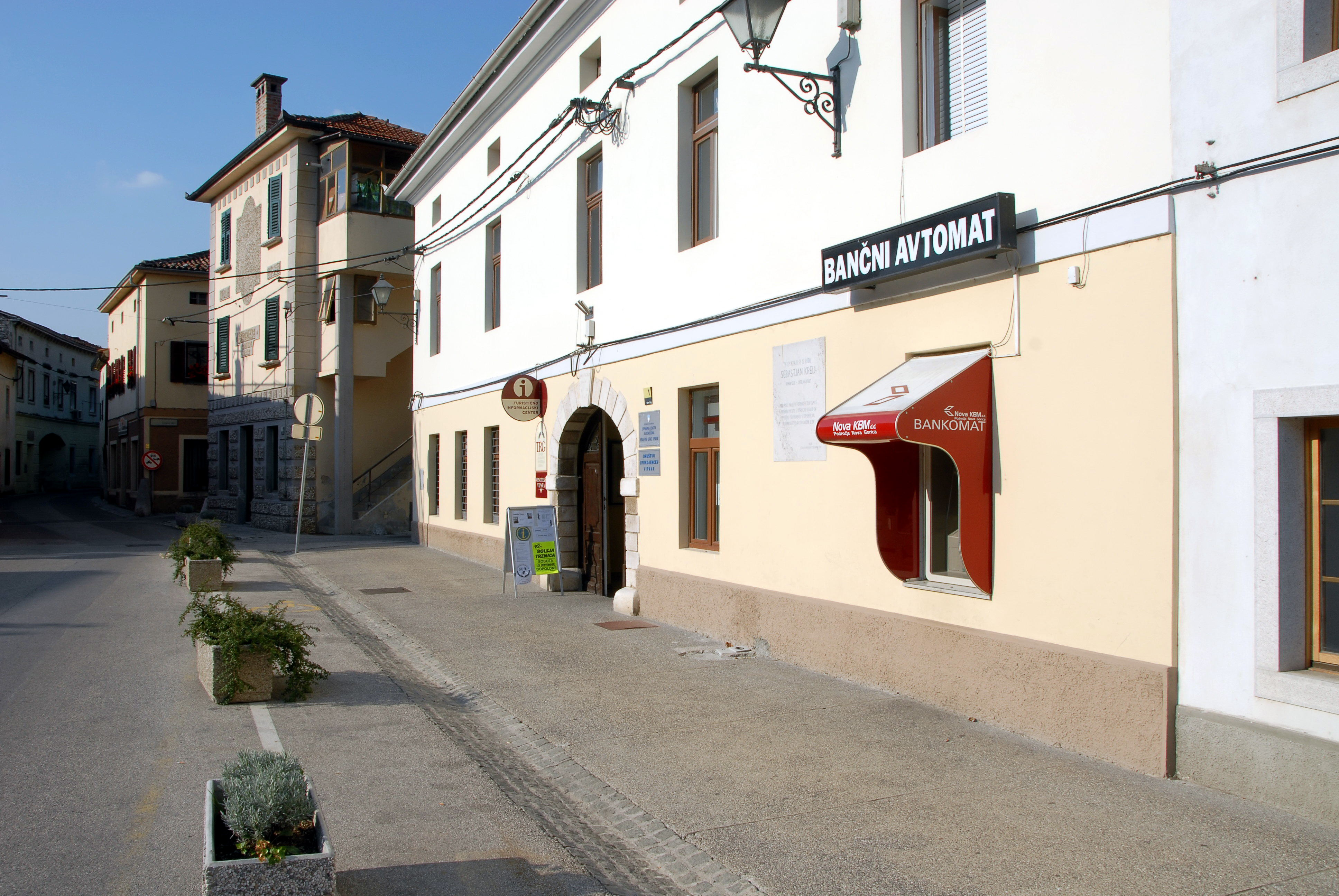

## Відомі люди
- Зиґмунд Герберштайн (1486—1566) — дипломат, мандрівник, барон.
- Себастіян Крель (1538—1567) — словенський протестантський письменник і проповідник.